# CDP-paratoza sintaza
CDP-paratoza sintaza (EC 1.1.1.342, rfbS (gen)) je enzim sa sistematskim imenom CDP-alfa-D-paratoza:NADP+ 4-oksidoreduktaza. Ovaj enzim katalizuje sledeću hemijsku reakciju
-alfa--paratoza + NADP+ {\displaystyle \rightleftharpoons } CDP-4-dehidro-3,6-didezoksi-alfa-D-glukoza + NADPH + H+
Ovaj enzim učestvuje u sintezi paratoza i tiveloza, obično 3,6-didezoksiheksoznih šećera koji formiraju deo O-antigen u lipopolisaharidima nekoliko enteričkih bakterija. Izolovan je iz Salmonella enterica.

## Literatura
- Nicholas C. Price; Lewis Stevens (1999). Fundamentals of Enzymology: The Cell and Molecular Biology of Catalytic Proteins (Third изд.). USA: Oxford University Press. ISBN 019850229X.
- Eric J. Toone (2006). Advances in Enzymology and Related Areas of Molecular Biology, Protein Evolution (Volume 75 изд.). Wiley-Interscience. ISBN 0471205036.
- Branden C; Tooze J. Introduction to Protein Structure. New York, NY: Garland Publishing. ISBN 0-8153-2305-0.
- Irwin H. Segel. Enzyme Kinetics: Behavior and Analysis of Rapid Equilibrium and Steady-State Enzyme Systems (Book 44 изд.). Wiley Classics Library. ISBN 0471303097.
- William P. Jencks (1987). Catalysis in Chemistry and Enzymology. Dover Publications. ISBN 0486654605.

## Spoljašnje veze
- CDP-paratose+synthase на 